# 根本順吉
根本 順吉（ねもと じゅんきち、1919年3月30日 - 2009年9月22日）は、日本の気象研究家。雅号は迷亭翁。

## 人物
東京都文京区本郷出身。1941年、中央気象台附属気象技術官養成所(現・気象大学校）卒業。戦時中は海軍軍属として航空気象業務に従事。戦後は気象庁予報課、長期予報課各種予報技術担当「気象百年史」編纂などの後、1975年退官。1963年日本付近の異常低圧に気づき、以後異常気象の解析を行う。1975年『気象百年史』を完成、退官後は啓蒙家として子供向けの著書などを多く執筆した。
1970年～1985年埼玉大学教養学部兼任講師。1981年「十代の会」の発起人の一人として同会創立に参加。
1970-80年に地球寒冷化を予測していたが、その後の温暖化現象について、温室効果ガスを原因とする説をとらず、予測を超えた変化であるといった立場をとった。2009年、肺炎のため90歳で死去した。

## 受賞歴
- 岡田武松賞〔昭和56年〕「気象知識の啓蒙普及」
- 風土研究賞(第13回)〔平成6年〕「世紀末の気象」

## 著書
- 風 岩崎書店 (少年の観察と実験文庫) 1953
- 天気予報 日本の空の診断書 日本経済新聞社 1965 (日経新書)
- 氷河期へ向う地球 風濤社 1973
- 青い地球 天気とにんげん 日本書房 (二十世紀幼年文庫) 1974
- 天候さまざま 風土論ノート 玉川大学出版部 1974
- 冷えていく地球  家の光協会 1974 のち角川文庫
- 異常気象を追って 11年間の記録 1974 (中公新書)
- 空気を絵にかく 小峰書店 1975 (自然科学シリーズ)
- 氷河期が来る 異常気象が告げる人間の危機 光文社 1976 (カッパ・ノベルス)
- 気象の周辺 玉川大学出版部 1978.2 (玉川選書)
- そらはかわる 気象 ポプラ社 1978.4 (えほん・こどもの科学)
- 地球はふるえる 筑摩書房 1980.8 (ちくま少年図書館)
- 気界散策 日本エディタースクール出版部 1982.4
- 天気とつきあう 気象歳時百話 日本エディタースクール出版部 1982.11
- 空からの手紙 筑摩書房 1984.5 (ちくま少年図書館) のち文庫
- 渦・雲・人 藤原咲平伝 筑摩書房 1985.2
- 春のお天気 小峰書店 1986.4 (たのしいお天気学)
- 冬のお天気 小峰書店 1986.4 (たのしいお天気学)
- 地球に何がおきているか 異常気象いよいよ本番 筑摩書房 1989.3 (ちくまプリマーブックス)
- 熱くなる地球 温暖化が意味する異常気象の不安 ネスコ 1989.4
- 世紀末の気象 筑摩書房 1992.6 (ちくまプリマーブックス)
- 江戸晴雨攷 1993.6 (中公文庫)
- 超異常気象 30年の記録から 1994.1 (中公新書)
- 「震火災予防調査会編『大震火災・避難の心得』」を読む 三一書房 1995.9
- 月からのシグナル 筑摩書房 1995.8 (ちくまプリマーブックス)

## 共編著
- 地球の探求 小林英夫共著 筑摩書房 (やさしい科学の歴史) 1957
- 地球のふしぎ 橋本光男共著 実業之日本社 (理科のふしぎシリーズ) 1962
- 日本の観測者（編著）恒星社厚生閣 1963 (地学教室)
- 玉川児童百科大辞典 6 地球（編）玉川大学出版部 誠文堂新光社、1967
- 異常気象と農業 坪井八十二共編 朝倉書店 1976
- 病める地球、ガイアの思想 汎気候学講義 新田次郎対談 朝日出版社 1980.3 (Lecture books)
- 気候変化・長期予報 朝倉正共著 朝倉書店 1980.3 (気候と人間シリーズ)
- 図説気象学 朝倉書店 1982.7
- 地球汚染Q&A 君たちの未来が危ない（編著） 1990.1 (岩波ブックレット)

## 監修
- あしたのてんきははれ?くもり?あめ?―おてんきかんさつえほん 福音館書店(月刊かがくのとも1993年4月号)

## 翻訳
- 大気科学入門 Richard M.グディー、James G.G.ウォーカー 安田敏明共訳 共立出版 1978.10
- 次の百年・地球はどうなる? ジョナサン・ワイナー 飛鳥新社 1990.10